# دیدارهای فوتبال آلبانی و ایران
تیم ملی فوتبال مردان بزرگسالان آلبانی و ایران تاکنون ۱ بار در مقابل یکدیگر قرار گرفته‌اند. آلبانی در این بازی ۱-۰ پیروز می‌شود.